# Mattia Lampi
Mattia Lampi (in tedesco: Matthias Lamp; Monguelfo, 31 agosto 1697 – Romeno, 1780) è stato un pittore austriaco. 
Artista locale attivo principalmente nell'alta Val di Non, è noto soprattutto per essere stato il padre del ben più celebre Giovanni Battista Lampi.

## Biografia
Nato a Obergsies presso Monguelfo, in Alto Adige, si trasferì a Romeno nel 1723. Il 5 febbraio 1730 sposò Chiara Margherita Lorenzoni, di Cles, dalla quale ebbe almeno quattordici figli, di cui però soltanto tre giunsero all'età adulta: tra questi due furono a loro volta pittori, Giovanni Battista e Lorenzo (di quest'ultimo però non si sa quasi nulla, se non che affiancò il padre nel 1740 nella decorazione di un teatro di Denno).
Nella sua carriera Mattia Lampi realizzò principalmente le stazioni delle via Crucis per numerose chiese locali, ma produsse anche pale d'altare e affreschi murali e, in alcuni casi, anche cornici, gonfaloni e altro materiale non pittorico.

## Opere

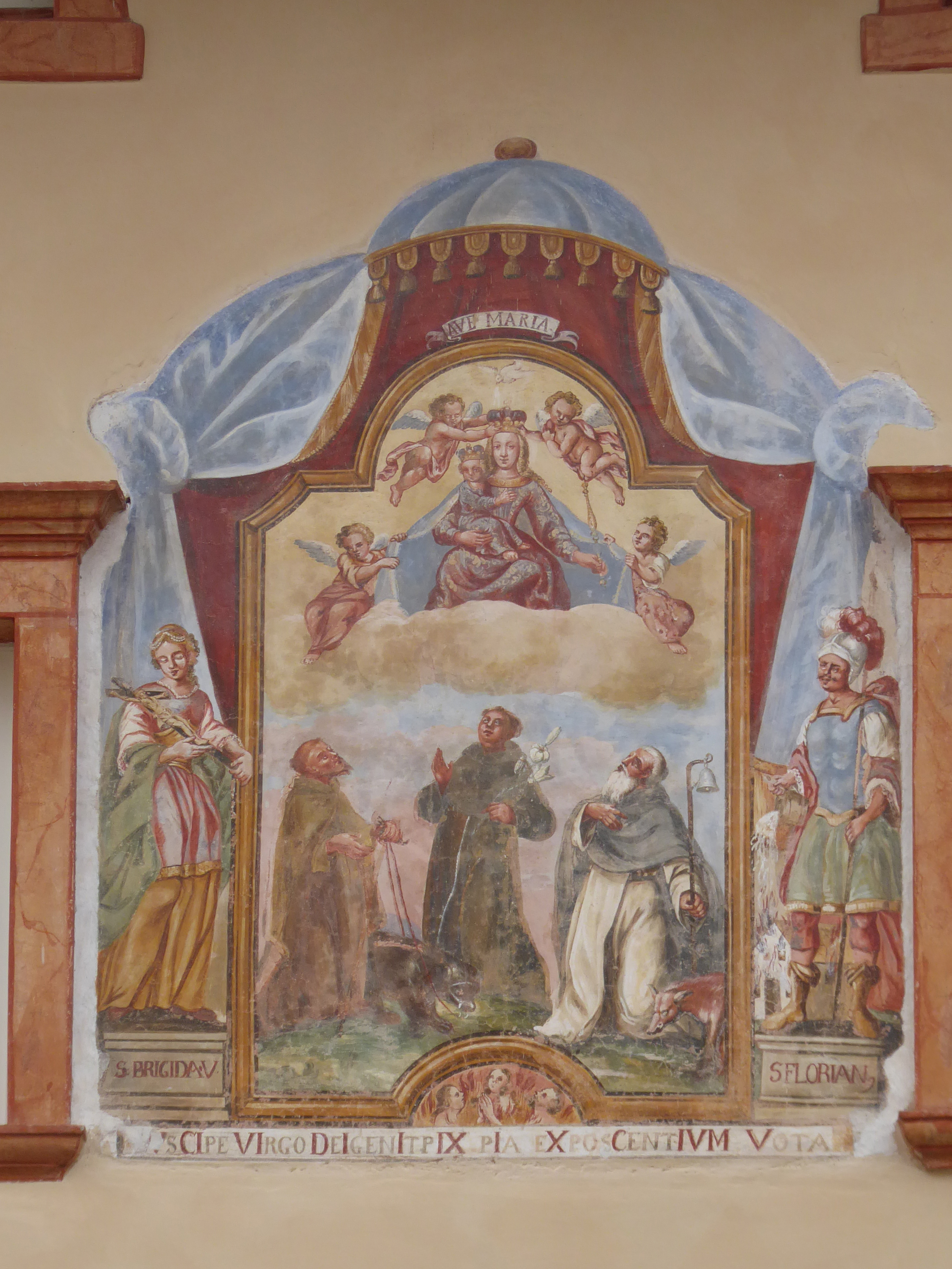
Affresco su palazzo Endrici a Don

- Amblar, chiesa di San Vigilio: Via Crucis[3]
- Caltron (Cles), chiesa di Santa Lucia: pala con san Luigi[1]
- Casez (Sanzeno), chiesa dei Santi Pietro e Paolo: via Crucis[1]
- Castelfondo (Borgo d'Anaunia), chiesa di San Nicolò: San Nicolò (1757), pala dell'altare maggiore, che fu indorato dallo stesso Lampi[3]
- Cavareno, chiesa di Santa Maria Maddalena: via Crucis[1]
- Cles, chiesa di Santa Maria Assunta: gonfalone[4]
- Cloz (Novella), chiesa di Santo Stefano: Martirio di Santo Stefano (1761), pala dell'antico altare maggiore, ora nel transetto destro[1][3]; Via Crucis
- Coredo (Predaia), chiesa del Ritrovamento della Croce: doratura della parte nuova dell'altar maggiore (1747) e due quadri per gonfaloni (1768 e 1777)[1]
- Denno, chiesa dei Santi Gervasio e Protasio: quadro per il gonfalone della confraternita del Santissimo (1748)[1]
- Don (Amblar-Don): chiesa di Santa Brigida: via Crucis; nel paese, due affreschi del 1747: Madonna del Carmine con i santi Antonio di Padova, Romedio e Floriano (via Villa di Sotto 56, su commissione di tale Romedio Bolego), e Madonna con i santi Brigida, Romedio, Antonio abate e Floriano, su palazzo Endrici[5]
- Flavon (Contà), chiesa della Natività di San Giovanni Battista: San Bartolomeo maledice l'idolo pagano (77x107 cm); Martirio di San Bartolomeo (76x106 cm), appesi sulla parete sinistra della chiesa[6]
- Fondo (Borgo d'Anaunia), chiesa di San Martino: via Crucis
- Malgolo (Romeno), chiesa di Santo Stefano: pala d'altare raffigurante Santo Stefano
- Malosco (Borgo d'Anaunia), chiesa di Santa Tecla: via Crucis
- Marcena (Rumo), chiesa della Conversione di San Paolo: via Crucis
- Nanno (Ville d'Anaunia): quadro di gonfalone, 1752[1]
- Preghena (Livo), chiesa di Sant'Antonio: via Crucis
- Revò (Novella), chiesa di Santo Stefano: pala del santo titolare (1758)[1]; casa Campia: pala raffigurante San Giuseppe e i devoti
- Romeno, chiesa di Santa Maria Assunta: Gonfalone del SS. Sacramento (1737?); Gonfalone del Rosario (1773); Via Crucis (1752)[7]; casa Graiff, Santi Nicolò e Giovanni Battista in adorazione della Madonna dell'Aiuto, dipinto murale, 1747[8][9]
- Ronzone, chiesa di Sant'Antonio: via Crucis[1]
- Ruffré (Ruffré-Mendola), chiesa di Sant'Antonio: via Crucis
- Sarnonico, chiesa di San Lorenzo: Via Crucis (1743)
- Taio (Predaia), chiesa di San Vittore: Martirio di San Vittore (250x110 cm), 1755, dal 1998 appesa alla parete est del presbiterio[10]; Via Crucis[1]
- Termon (Campodenno), chiesa della Natività di San Giovanni Battista: Via Crucis; Nascita di San Giovanni Battista (1766), pala dell'altare maggiore[11]
- Torra (Predaia), chiesa di Sant'Eusebio: pala dell'altare sinistro raffigurante la Beata Vergine Incoronata e i santi Sebastiano e Fabiano (1737), via Crucis (1754), pala della Madonna del Buon Consiglio (1777)[1][2]
- Tregiovo (Novella), chiesa dei Santi Maurizio e Compagni: Gloria di San Maurizio e Compagni e della Madre di Dio, pala d'altare (1777)[1][12]; Via Crucis (64x45 cm)
- Vasio (Borgo d'Anaunia), chiesa di San Valentino: Santi Valentino e Lorenzo in adorazione della Madonna col Bambino, pala d'altare (1742); Madonna col Bambino, paliotto dell'altare maggiore; Via Crucis (63,5x48,5 cm)[12]